# Indiumgalliumphosphid
Indiumgalliumphosphid (InGaP), auch als Galliumindiumphosphid (GaInP) bezeichnet, ist ein Halbleiterwerkstoff und Bezeichnung für eine Gruppe von Legierungen aus Indium (In), Gallium (Ga) und Phosphor (P). Die Legierung bildet Kristalle in Zinkblendestruktur und zählt zu den III-V-Verbindungshalbleitern. Der Halbleiter findet wegen der hohen Elektronenbeweglichkeit, ähnlich wie der verwandte III-V-Halbleiter Indiumgalliumarsenid, als Basismaterial für Heterojunction-Bipolartransistoren (HBT) und HEM-Transistoren (HEMT) in Hochfrequenzverstärkern Anwendung. Weitere Anwendungen liegen im Bereich der Optoelektronik bei Solarzellen.
Je nach Mischungsverhältnis der Ausgangssubstanzen Indium und Gallium, es wird eine Schreibweise der Form In1−XGaXP verwendet, wobei X das Mischungsverhältnis angibt, verändert sich der Bandabstand des Halbleitermaterials. In der Halbleitertechnik ist das Mischungsverhältnis von X=0,5 in Form In0,5Ga0,5P von Bedeutung, da damit die Gitterkonstante von Indiumgalliumphosphid gleich der Gitterkonstante von Galliumarsenid (GaAs) ist. Diese beiden Halbleiter werden gemeinsam zur Bildung sogenannter Tandem-Solarzellen eingesetzt.
In Verbindung mit Aluminium wird die Legierung Aluminiumgalliumindiumphosphid (AlGaInP) gebildet, welche als Grundstoff für ultrahelle Leuchtdioden (LED) im Farbbereich Orange, Gelb bis Grün dient.